# Hilberttal
Hilberttal, uppkallat efter David Hilbert, definieras som ett positivt heltal på formen 4n + 1 (Flannery & Flannery (2000, sid. 35)).
De första Hilberttalen är:
1, 5, 9, 13, 17, 21, 25, 29, 33, 37, 41, 45, 49, 53, 57, 61, 65, 69, 73, 77, 81, 85, 89, 93, 97, 101, 105, 109, 113, 117, 121, 125, 129, 133, 137, 141, 145, 149, 153, 157, 161, 165, 169, 173, 177, 181, 185, 189, 193, 197, 201, 205, 209, 213, 217, 221, 225, 229, 233, 237, … (talföljd A016813 i OEIS)
Hilbertprimtal är Hilberttal som inte är delbara med något mindre Hilberttal (med undantag av 1). Observera att Hilbertprimtal inte behöver vara primtal. Till exempel är 21 ett sammansatt tal men ändå ett Hilbertprimtal. Det framgår av multiplikation modulo 4 att ett Hilbertprimtal antingen är ett primtal på formen 4n + 1 (som kallas Pythagoreiska primtal), eller ett semiprimtal på formen (4a + 3) × (4b + 3).
De första Hilbertprimtalen är:
5, 9, 13, 17, 21, 29, 33, 37, 41, 49, 53, 57, 61, 69, 73, 77, 89, 93, 97, 101, 109, 113, 121, 129, 133, 137, 141, 149, 157, 161, 173, 177, 181, 193, 197, 201, 209, 213, 217, 229, 233, 237, 241, 249, 253, 257, 269, 277, 281, 293, 301, 309, 313, 317, 321, 329, … (talföljd A057948 i OEIS)